# معركة بونا غونا
كانت معركة بونا غونا جزءًا من حملة غينيا الجديدة على مسرح المحيط الهادئ خلال الحرب العالمية الثانية. جاءت عقب حملة طريق كوكودا واستمرت من 16 نوفمبر 1942 حتى 22 يناير 1943. خاضت القوات الأسترالية والأمريكية معركةً مع رؤوس الجسور اليابانية في بونا وساناناندا وغونا. شن اليابانيون، من هذه المناطق، هجومًا بريًا على بورت مورسبي. في ظل تطورات حملة جزر سليمان، أُمرت القوات اليابانية المقتربة من ميناء مورسبي بالانسحاب إلى هذه القواعد على الساحل الشمالي وإحكام القبضة عليها. حافظت القوات الأسترالية على ترابطها، في حين نفذت ساقة الجيش الياباني عمليات قتالية جيدة التنظيم. كان هدف الحلفاء إخراج القوات اليابانية من هذه المواقع ومنعها من استخدامها مرة أخرى. كانت القوات اليابانية ماهرة ومستعدة تمامًا وراسخة في دفاعها. أنشأوا شبكة قوية من الدفاعات المموهة جيدًا.
تسببت التضاريس والغطاء النباتي والمناخ والأمراض وانعدام البنية التحتية، بإعاقة العمليات القتالية في بابوا وغينيا الجديدة إعاقة بالغة؛ فرضت هذه المعوقات قيودًا لوجستية كبيرة. خلال حملة طريق كوكودا، أثرت هذه العوامل على الطرفين المتحاربين بنفس المقدار تقريبًا، لكنها كانت لصالح الطرف المدافع في الهجمات التي استهدفت المواقع المحصنة جيدًا. حدّت ساحة المعركة والقيود اللوجستية من إمكانية تطبيق عقيدة الحلفاء التقليدية في المناورة والقدرة القتالية. خلال المراحل الأولى من الهجوم، واجه الحلفاء نقصًا حادًا في المواد الغذائية والذخيرة. لم تُحل هذه المشكلة بالكامل. كشفت المعركة أيضًا عن مشاكل خطيرة تتعلق بكفاءة معدات الحلفاء وأدائها. تعرضت الفاعلية القتالية للقوات الأمريكية، وخاصة الفرقة 32، لانتقادات شديدة. تفاقمت هذه العوامل بسبب الطلبات المتكررة الواردة من الجنرال دوغلاس ماك آرثر، القائد الأعلى لقوات الحلفاء في منطقة جنوب غرب المحيط الهادئ، بإنهاء المعركة سريعًا. لم تكن هذه المطالب حاجة استراتيجية بقدر ما كانت فرصة لتأمين قيادة ماك آرثر سياسيًا. نتيجة لذلك، بذلت القوات ما في وسعها بالقتال في فرص متكررة، مما أدى إلى زيادة خسائر الحلفاء، وإطالة المعركة في النهاية.
عطلت القوات الجوية للحلفاء القدرة اليابانية على تعزيز رؤوس الجسور وإعادة إمدادها من رابول. أدى ذلك في نهاية الأمر إلى إضعاف الموقف الياباني. انتشرت بعض الأدلة التي تفيد بإقدام المدافعين اليابانيين على أكل الموتى. في المراحل الأخيرة من المعركة، سُحبت أعداد كبيرة من المدافعين عن طريق البحر أو هربوا برًا باتجاه الغرب والقاعدة اليابانية حول سالاماوا ولاي. قاتلت الحامية المتبقية حتى الموت، حتى آخر رجل تقريبًا.
كانت عزيمة اليابانيين وصلابتهم في الدفاع غير مسبوقة ولم تواجَه من قبل. كان ذلك إشارة إلى الطبيعة اليائسة للقتال التي ميزت المعارك في الفترة المتبقية من حرب المحيط الهادئ. بالنسبة للحلفاء، كان هناك عدد من الدروس القيمة في إدارة حرب الأدغال ولكنها أظهرت كلفتها الباهظة. كانت خسائر الحلفاء في المعركة أكبر من تلك التي تكبدوها في غوادالكانال. واجه الرأي العام الأمريكي لأول مرة صور القتلى من الجنود الأمريكيين.

## القوات اليابانية
كانت المراكز اليابانية في منطقة بونا وغونا مأهولة بوحدات بحرية وبقوات الجيش. ضمت الوحدات البحرية فرقة الإنزال الخامسة الخاصة، أي ما يعادل مشاة البحرية. ازداد قوام الحامية الأصلية بانضمام القوات المنسحبة من طريق كوكودا. تجمع العديد من الناجين من حملة كوكودا إلى الغرب بالقرب من مصب نهر كوموسي والتحقوا بالتعزيزات اليابانية التي وصلت هناك في أوائل ديسمبر. مثلت هذه القوة تهديدًا فاعلًا للجناح الغربي للأستراليين في غونا. تذكر المصادر عمومًا القوام الفعلي للقوات اليابانية في بداية المعركة بنحو 5,500 أو 6,500 بعد تعزيزات ليلة 18 نوفمبر. ذكر ميلنر ملاحظة تفيد بأنه «لا يمكن إعطاء رقم دقيق للقوة اليابانية المشكلة لرأس الجسر في منتصف نوفمبر». تشير المصادر إلى قوام القوات اليابانية المنتشرة في بونا وغونا أو التي تُجري عملياتها في الغرب بالقرب من نهري كوموسي وميمبار بإجمالي 11,000 وحتى 12,000 جندي.
أُنزل ما بين 1,000 و1,500 جندي بواسطة إحدى المدمرات في 17 و18 نوفمبر، قبل أن تصل قوات الحلفاء إلى مواقع رأس الجسر. سجل بولارد إنزال 800 جندي تعزيزًا لقوة البحار الجنوبية في باسابوا (شرق غونا مباشرة) مساء يوم 21 نوفمبر. في 29 نوفمبر، نُقل 400 – 500 جندي إلى ساناناندا، وكانوا من بين القوات التي انسحبت على طول نهر كوموسي وتركزت بالقرب من مصبه.
احتل نحو 2,000 وحتى 2,500 جندي موقع بونا وصولًا إلى نهر غيروا. استولى على غونا نحو 800 – 900 مدافع. تورد المصادر أن عدد القوات اليابانية التي تمركزت أمام ساناناندا تراوحت بين 4,000 و5,500 بما في ذلك الجنود الموجودين في المستشفى. يُعتبر المدافعون عن طريق ساناناندا جزءًا من قوة موقع ساناناندا وغيروا. تولى 1,700 - 1,800 جندي الدفاعات على المسار.
أُجريت أربع محاولات أخرى بواسطة قوافل المدمرات لتعزيز رؤوس الجسور. أُعيدت القوافل في 28 نوفمبر و9 ديسمبر على أعقابها بعد تعرضها للهجمات الجوية. أنزلت إحدى القوافل في 2 ديسمبر، بعد محاولة فاشلة في باسابوا، نحو 500 جندي، معظمهم من الكتيبة III/170، بالقرب من مصب نهر كوموسي. في 12 ديسمبر، أُنزل 800 جندي، معظمهم من الكتيبة I/170، بالقرب من مصب نهر مامبار، على طول الساحل. نُقل جزء من هذه القوة لتعزيز الكتيبة III/170 التي تواجه الجناح في غونا. وصل ما بين 700 و800 إلى غيروا بين 26 و31 ديسمبر.
غرق هوري، الذي قاد الهجوم عبر طريق كوكودا، في البحر يوم 19 نوفمبر بعدما كان على متن قاربه في نهر كوموسي أثناء الانسحاب من كوكودا. تولى العقيد يوسوكي يوكوياما قيادة قوة البحار الجنوبية مؤقتًا بعد وفاة هوري. خلف اللواء كينساكو أودا هوري في قيادة قوة البحار الجنوبية. قاد اللواء تسويو ياماغاتا اللواء المختلط المستقل الحادي والعشرين. وكُلف بقيادة جميع وحدات الجيش الثامن عشر في المنطقة بخلاف قوة البحار الجنوبية. نزل بالقرب من نهر كوموسي في 2 ديسمبر ووصل إلى غونا في 6 ديسمبر، كُلف حينها بقيادة الوحدات اليابانية المشاركة في المعركة.
طُورت المواقع الدفاعية اليابانية في بونا وغونا وإلى الأمام عند تقاطع مسار ساناناندا بشكل جيد قبل وصول قوات الحلفاء. وُصفت بأنها من بين أقوى الدفاعات التي واجهها الحلفاء أثناء الحرب. استخدمت التضاريس أيّما استخدام، مما حد من الإمكانيات التكتيكية للمهاجمين، وضمت مئات المخابئ ومواقع المدافع الرشاشة المطورة تطويرًا شاملًا. كانت المواقع المفردة تدعم بعضها البعض واستُخدمت المواقع البديلة لإرباك المهاجمين.